# Šaštín-Stráže
Šaštín-Stráže (Hongaars:Sasvár-Morvaőr) is een Slowaakse gemeente in de regio Trnava, en maakt deel uit van het district Senica.
Šaštín-Stráže telt 5056 inwoners.